# Maja Stage Nielsen
Maja Stage Nielsen (Esbjerg, 24 de julio de 1988) es una deportista danesa que compite en triatlón y duatlón.
Ganó tres medallas en el Campeonato Europeo de Triatlón de Media Distancia entre los años 2014 y 2017, y dos medallas en el Campeonato Europeo de Duatlón de Larga Distancia, en los años 2015 y 2016.

## Palmarés internacional
| Campeonato Europeo | Campeonato Europeo  | Campeonato Europeo | Campeonato Europeo |
| Año                | Lugar               | Medalla            | Prueba             |
| ------------------ | ------------------- | ------------------ | ------------------ |
| 2014               | Peguera (España)    | Medalla de bronce  | Individual         |
| 2016               | Walchsee (Austria)  | Medalla de plata   | Individual         |
| 2017               | Herning (Dinamarca) | Medalla de plata   | Individual         |

| Campeonato Europeo | Campeonato Europeo               | Campeonato Europeo | Campeonato Europeo |
| Año                | Lugar                            | Medalla            | Prueba             |
| ------------------ | -------------------------------- | ------------------ | ------------------ |
| 2015               | Horst aan de Maas (Países Bajos) | Medalla de bronce  | Individual         |
| 2016               | Copenhague (Dinamarca)           | Medalla de plata   | Individual         |